# Preddvor
Preddvor (em alemão:  Höflein) é um município da Eslovênia. A sede do município fica na localidade de mesmo nome.